# Albina Simokaitytė
Albina Simokaitytė, właściwie Albina Simokaitytė-Tumkẽvičienė (ros. Альбина Симокайтите-Тумкявичене, ur. 17 maja 1923 w Wilnie, zm. 18 maja 2004 w Szawlach) – litewska aktorka teatralna.

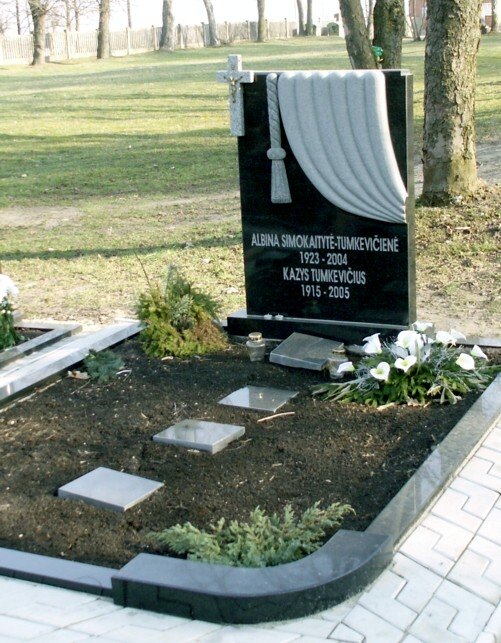
Grób Albiny Simokaitytė-Tumkevičius, Szawle

## Biografia
Albina Simokaitytė urodziła się w 1923 r. w Mariampolu. W 1943 r. ukończyła seminarium nauczycielskie w rodzinnym mieście i zaczęła pracować jako nauczycielka. W latach 1945-1949 była aktorką Teatru Dramatycznego w Mariampolu. W 1949 r. wraz z mężem, aktorem i reżyserem, Kazysem Tumkevičiusem, przeprowadziła się do Szawli. W latach 1949-1986 była aktorką Teatru Dramatycznego w Szawlach. Zagrała ponad 90 ról w sztukach litewskich i zagranicznych autorów. W 1959 r. wystąpiła w litewskim filmie Kalakutai  w reżyserii Vytautasa Mikalauskasa. Zmarła w 2004 r. w Szawlach.   

## Nagrody i wyróżnienia
- Zasłużony Artysta Litewskiej SRR (1981)[7]
- Nagroda im. Augustinasa Griciusa (1982)[7]
- Nagroda Teatralna im. Potenciji Pinkauskaitė (1998)[7]

## Wybrane role
Najważniejsze role: 
- 1947: Gieda gaideliai, Juozas Baltušis, rola: Ona
- 1951: Pūsk, vėjeli!, Janis Rainis, rola: Zanė
- 1957: Medžiai miršta stovėdami (ory. Los árboles mueren de pie), Alejandro Casona, rola: Senelė
- 1958: Puodžiūnkiemis, Antanas Vienuolis, rola: Antosė
- 1959: Augintinė, Aleksandr Ostrowski, rola: Ulanbekova
- 1962: Kepurininko pilis, (ory. Hatter's Castle), Archibald Joseph Cronin, rola: Senelė Broudi
- 1964: Tuščios pastangos, Petras Vaičiūnas, rola: Daubienė

- 1970: Paskutinis valsas, Viña Delmar, rola: Liusė
- 1973: Jaunasis Gabrielis Borkmanas, Henryk Ibsen, rola: Gunhilda
- 1976: Donja Rosi (ory. Doña Rosita la soltera o el lenguaje de las flores), Federico García Lorca, rola: Motina
- 1982: Saldi ištikimybės našta, Pauls Putniņš, rola: Vaida